# Esprit de Raymond de Mormoiron
Esprit de Raymond de Mormoiron, barone de Modène (Sarrians, 16 novembre 1608 – Modène, 1º dicembre 1672), è stato un militare e nobile francese.

## Biografia
Esprit de Raymond de Mormoiron era figlio di Catherine D'Alleman e di François Raymond de Mormoiron, barone di Modène detto "Gros-Modène", consigliere di stato (1617), Grand prévôt di Francia (1620-1642) (1570-25 agosto 1632 Avignone).
Il 19 gennaio 1630 sposò Margurite de la Beaume-Suze (morta nel 1649), mantenendo comunque una relazione con Madeleine Béjart, attrice dai capelli rossi della compagnia di Molière, dalla quale ebbe un figlio: Gaston de Raymond de Modène (?-1673) barone di Gourdan. 
Fu ciambellano di Gastone d'Orleans, fratello del re Luigi XIII. Partecipò alla lega "Per la pace universale della Cristinianità".
Coltivò molti interessi, tra cui l'astrologia e la poesia
Sposò nel 1666 Madeleine l'Hermitte de Souliers; morì l'11 dicembre 1673.

## Imprese militari

### La Marfee
Lottò nella Battaglia della Marfée, alla testa di un corpo di cavalleria che lui aveva arruolato a proprie spese, diventando nemico di Richelieu, per questo il 6 settembre 1641 fu condannato a morte dal parlamento francese e fuggì nelle Fiandre, ma fu perdonato da Luigi XIII e ritornò in Francia.

### Rivolta di Masaniello
Partecipò anche alla rivolta napoletana del 1647-1648 detta di Masaniello.
Nel 1647 si trovava a Roma al seguito di Enrico II Duca di Guisa come gentiluomo di camera con Marc-Ducan de Cerisantes, quando i due furono contattati dai rivoltosi napoletani (Perrone), i quali volevano offrire la corona di Napoli al duca di Guisa, essendo questo discendente dagli Angiò.
Sbarcò a Napoli il 15 novembre 1647 al seguito del Guisa e, dopo accordi con i rivoltosi, divenne Mastro di Campo Generale, una specie di ministro della guerra.
Il 13 dicembre 1647 con il duca di Guisa occupò Giugliano, casale di Aversa, e dopo pochi giorni, sempre al seguito del duca, andò a colloquio con i nobili di Aversa in un convento dei Cappuccini, per convincerli a passare dalla loro parte.
Nel gennaio 1648 occupò Aversa.
Il 17 febbraio 1648 fu accusato di tradimento dal duca di Guisa e fu imprigionato alla Vicaria, ma la disfatta del Guisa gli evitò il carnefice. Con la conquista di Napoli gli spagnoli lo condussero a Castelnuovo da dove fu liberato solo nel 1650, lo stesso anno tornò in Francia e si occupò solo di amministrare le sue terre.

## Opere
- Memoires du comte de Modène, sur la révolution de Naples de 1647, 2 vol., Pélicier et Chatel, 1827.